# II liga polska w hokeju na lodzie (1958/1959)
II liga polska w hokeju na lodzie w sezonie 1958/1959 została rozegrana na przełomie 1958 oraz 1959 roku. Była to czwarta edycja drugiego poziomu ligowego hokeja na lodzie w Polsce.

## Eliminacje
W lutym 1958 na lodowisku Torkat w Katowicach odbył się turniej eliminacyjny o miejsce w II lidze 1958/1959, w którym uczestniczyły zespoły: Resovia (przedstawiciel okręgu rzeszowskiego), AZS Zakopane (okręg krakowski), Proch Pionki (okręg kielecki), Górnik 09 Mysłowice (wicemistrz okręgu katowickiego).